# هاري أندرسون (لاعب كرة قاعدة)
هاري أندرسون (بالإنجليزية: Harry Anderson)‏ هو لاعب كرة قاعدة أمريكي، ولد في 10 سبتمبر 1931 في نورث إيست في الولايات المتحدة، وتوفي في 11 يونيو 1998 في غرينفيل في الولايات المتحدة.

## وصلات خارجية
- هاري أندرسون على موقع دوري كرة القاعدة الرئيسي (الإنجليزية)
- هاري أندرسون على موقعبيزبول رفرنس.كوم (الدوري الرئيسي) (الإنجليزية)
- هاري أندرسون على موقعبيزبول رفرنس.كوم (الدوري الثانوي) (الإنجليزية)
- هاري أندرسون على موقع إي إس بي إن.كوم (أم.أل.بي) (الإنجليزية)
- هاري أندرسون على موقع مشجعي الرسوم البيانية (الإنجليزية)